# Teodross Avery
Teodross Avery (Fairfield, 2 juli 1973) is een Amerikaanse jazzsaxofonist.

## Biografie
Avery kreeg eerst onderricht op de klassieke gitaar en wisselde op 13-jarige leeftijd naar de altsaxofoon. Op 15-jarige leeftijd jamde hij met Art Blakey en daarna ook met Elvin Jones, Freddie Hubbard en Dexter Gordon. Vervolgens studeerde hij bij Joe Henderson en aan de Berklee School of Music. Eerste aandacht kreeg hij als sideman van Carl Allen. Zijn album My Generation (1996) is volgens de Jazz Rough Guide verbazingwekkend volwassen en verrijkt zijn neo-bop nu en dan met rap- en reggae-elementen en oostelijke klanken.
Hij trad op met Roy Hargrove, Leela James, Roy Ayers en Ramsey Lewis en hij werkte ook voor Dee Dee Bridgewater (Dear Ella, 1997) Amy Winehouse (Frank, 2003, ook als componist), Lauryn Hill, Shakira, Joss Stone, Mos Def, Pat Monehan, Aretha Franklin, Talib Kweli, Eddie Allen en Matchbox Twenty. Als componist en muziekproducent werkte hij ook voor de film.